# L’Équipe

Aktuelles Logo

L’Équipe Magazine-Logo

L’Équipe (französisch für „Die Mannschaft“) ist eine französische Sport-Tageszeitung. Sie gehört zu den meistgelesenen Tageszeitungen des Landes.
Die Zeitung wurde nach dem Zweiten Weltkrieg am 28. Februar 1946 als journalistischer Nachfolgetitel der 1944 verbotenen Sportzeitung L’Auto gegründet. Seit 1948 erscheint sie täglich. Heute beschäftigt sich die mit dem Untertitel „Le Quotidien du sport et de l’automobile“ sieben Mal wöchentlich erscheinende Zeitung mit allen Bereichen des Sports, mit Schwerpunkten bei Fußball, Rugby, Motorsport und Radsport. Ihre tägliche Auflage lag 2006 bei rund 355.000 Exemplaren.
Außerdem gibt der Verlag auch Sportbücher heraus, die unter maßgeblicher Mitarbeit der Zeitungsredaktion verfasst werden, sowie seit 1980 eine samstäglich erscheinende Wochenzeitschrift, das L’Équipe Magazine. Neueren Datums sind das seit 2005 dreimal jährlich veröffentlichte Sports et Style und seit 2006 L’Équipe Féminine. Schon seit August 1998 betreibt der Verlag auch einen Fernsehsender namens L’Équipe TV.
1903 wurde die Tour de France von Henri Desgrange, dem damaligen Chefredakteur von L’Auto, gegründet. Bis heute wird das berühmteste Straßenradrennen der Welt von der Muttergesellschaft der L’Équipe, der Amaury Sport Organisation (A.S.O.) veranstaltet. Die L’Équipe gilt in journalistischen Kreisen deshalb als die „Bibel“ der Tour-Berichterstattung.
Gabriel Hanot, der „Vater des Fußball-Europapokals“, wirkte bei der L’Equipe als Journalist und Herausgeber.
Seit 1946 wählt die Redaktion der Tageszeitung unter dem Titel Champion des champions Frankreichs Sportler des Jahres und seit 1980 unter dem Titel Champion des champions monde den Weltsportler des Jahres.